# Sarabjit Singh
Sarabjit Singh (1963 - 2 de mayo de 2013) fue un presunto agente  indio juzgado y condenado a muerte por el sistema judicial de Pakistán y encarcelado en Kot Lakhpat (Pakistán) desde 1990.

## El caso
Sarabjit Singh fue condenado en Pakistán con el nombre de 'Manjit Singh', bajo evidencias circunstanciales que lo responsabilizaban de una serie de explosiones que en 1990 mataron a catorce personas en las ciudades de Lahore y Faisalabad.
Sarabjit afirmó que era un agricultor y una víctima de confusión de identidad, que en estado de ebriedad se alejó de su pueblo situado en la frontera y se dirigió a Pakistán, tres meses después de los atentados. Fue condenado a la horca en 1991, pero su sentencia fue aplazada en varias ocasiones. Cinco peticiones de indulto fueron presentadas a su favor, en las que Sarabjit sostuvo que sufrió veintidós años de prisión por un crimen que no había cometido.
El 26 de junio de 2012, se informó que el presidente de Pakistán había ordenado su puesta en libertad sobre la base a la solicitud de indulto presentada el 28 de mayo de 2012. Sin embargo, cinco horas más tarde, debido a presiones de extremistas islámicos dentro de la cárcel, este perdón fue revocado y se alegó que otro prisionero, Surjeet Singh, había sido perdonado y no Sarabjit.
En abril de 2013, Sarabjit fue agredido por otros presos y sufrió varias heridas graves. Murió el 2 de mayo de 2013 en el hospital Jinnah de Lahore.

### En inglés
- The Sarabjit Case

### En hindi
- मंजीत के कारण हुई सरबजीत की मौत
- मंजीत के चक्कर में मारा गया सरबजीत Archivado el 5 de mayo de 2013 en Wayback Machine.
- सरबजीत की कहानी, लाहौर में अंत

- Datos: Q7421932